# Sociedad Pámiat
La Sociedad Pámiat (en ruso: Общество «Память», romanizado: Óbshchestvo «Pámiat», pronunciado [ˈpamʲɪtʲ]; literalmente, «Memoria»), oficialmente Frente Patriótico Nacional «Memoria» (FPN «Memoria»; en ruso: Национально-патриотический фронт «Память», romanizado: Natsionalno-patriotícheski front «Pámiat», abreviado НПФ «Память, NPF «Pámiat»), fue una organización ultranacionalista rusa que se identificó a sí misma como el "Partido Nacional-Patriótico del Pueblo-Movimiento Cristiano Ortodoxo". El enfoque declarado del grupo es preservar la cultura rusa. Su líder de mucho tiempo, Dmitri Vasíliev, murió en 2003. La organización ha sido descrita como antisemita y chovinista. El grupo desapareció en la década de 1990 y se dividió en otros grupos como el Frente Patriótico Nacional y Unidad Nacional Rusa.

## Historia
A fines de la década de 1970, una asociación histórica llamada Vítiaz (Витязь, literalmente «Caballero»), patrocinada por la Sociedad Soviética para la Protección de Monumentos Históricos y Culturales, estableció una «organización informal histórica, cultural y educativa» que une a activistas- bibliófilos e historiadores aficionados. Uno de los propósitos de la organización recién formada fue preparar la próxima celebración del sexto centenario de la batalla de Kulikovo.
Algunos miembros destacados de Vítiaz en Moscú fueron Iliá Glazunov (artista), S. Malyshev (historiador) y A. Lébedev (Coronel del MVD). Se crearon grupos similares en otras regiones de la Unión Soviética. Más tarde, los grupos «informales» vagamente asociados se consolidaron bajo el nombre de Pámiat.
En una reunión interna el 4 de octubre de 1985, Pámiat se dividió en varias facciones, muchas de las cuales intentaron conservar el mismo nombre que el «verdadero» Pámiat. Uno de ellos, el llamado grupo de Vasíliev, dirigido por Dmitri Vasíliev (un extrabajador del estudio de Glazunov), A. Andréyev y A. Gladkov, centró sus actividades en los medios.
El 6 de mayo de 1987, Pámiat realizó una manifestación no convocada —y, por lo tanto, ilegal— en el centro de Moscú para exigir el fin de la construcción de un proyecto conmemorativo aprobado oficialmente en la colina Poklónnaya. El resultado fue una reunión de dos horas con Borís Yeltsin, en ese momento Primer Secretario del Comité de la Ciudad de Moscú del Partido Comunista de la Unión Soviética.
En el otoño de 1987, se fundó el Frente Nacional-Patriótico (FNP), con el objetivo de «conducir al pueblo ruso al renacimiento espiritual y nacional» sobre los cimientos de «tres valores rusos tradicionales»: ortodoxia, carácter nacional y espiritualidad.
Tras varias escisiones y la inminente disolución de la Unión Soviética, la organización adoptó una posición monárquica.
En agosto de 1990, un miembro permanente del consejo del FNP, Aleksandr Barkashov (autor del libro El ABC de un nacionalista ruso), provocó otra división después de su anuncio de estar «cansado de estar preocupado por los recuerdos». Dijo que «es hora de actuar». Su nuevo grupo se denominó «Unidad Nacional Rusa» (Русское Национальное Единство). Barkashov promovió la veneración de la esvástica, un símbolo indoeuropeo tradicional que, según Barkashov, «actúa sobre el subconsciente de los teómacos. Los paraliza, debilita y desmoraliza».
En 1991, se lanzaron el periódico (con una tirada de 100 000 ejemplares) y la emisora de radio de la organización (ambos registrados oficialmente).[cita requerida]
A fines de la década de 1990, el Pamyat original desapareció de la escena pública. Dmitri Vasíliev murió el 17 de julio de 2003. La organización se reactivó en 2005 y participó en las marchas rusas.
El 1 de septiembre de 2021, se supo sobre la muerte de Nikolái Skorodúmov: según una publicación de Vladimir Basmanov en la red social Vkontakte, Nikolái Skorodúmov murió el 10 de junio de 2021, a la edad de 70 años, en un hospital de Zelenograd.

## Ideología
El motivo recurrente en la ideología del grupo fue la afirmación de la existencia de un llamado «complot siono-masónico» contra Rusia como «principal fuente de las desgracias del pueblo ruso, desintegración de la economía, desnacionalización de la cultura rusa, alcoholismo, crisis ecológica» (según Pamyat). También se culpó a los sionistas del desencadenamiento de las revoluciones de 1905 y 1917, de la muerte de millones en el curso de la guerra civil rusa y del culto a la personalidad a Iósif Stalin. El grupo acusó al aparato del gobierno soviético contemporáneo de estar infiltrado por «sionistas y masones» que trabajaban como «agentes del sionismo» y tenían el propósito de subordinar el gobierno soviético al «capital judío». Pámiat empleó a menudo la acusación de «Gobierno de Ocupación Sionista».
En 1993, un tribunal de distrito de Moscú dictaminó formalmente que Los Protocolos de los Sabios de Sion eran falsos y desestimó una demanda por difamación presentada por Pámiat. La organización fue criticada por utilizar el documento en sus publicaciones.
El grupo desapareció en la década de 1990 y se dividió en otros grupos como el Frente Patriótico Nacional y la Unidad Nacional Rusa.

## Citas
De la carta abierta del líder del NPF "Pamyat" Dmitri Vasíliev al Presidente de la Federación Rusa, Borís Yeltsin:

«... Su séquito judío ... ya ha hecho un buen uso de usted y ya no lo necesita. Compartirá el destino de Napoleón, Hitler, etc., que fueron dictadores mantenidos por los sionistas. El objetivo del sionismo internacional es tomar el poder en todo el mundo. Por esta razón, los sionistas luchan contra las tradiciones nacionales y religiosas de otras naciones, y con este propósito idearon el concepto masónico de cosmopolitismo.»

De la carta abierta del líder del NPF "Pamyat" Dmitri Vasíliev al presidente de la Federación Rusa, Vladímir Putin:

«Señor presidente, su iniciativa de reducir los impuestos satisface nuestras demandas. Es un paso positivo. Desafortunadamente, la economía moderna es una economía de minorías nacionales, que oprime a la mayoría. Son verdaderos chupadores de nuestro dinero, recursos minerales, etc.
Los bancos no deberían vender dinero y convertirlo en una especie de bien negociable. Deben servir a la esfera productiva de la economía. Estamos en contra de un sistema político multipartidista. Muchos partidos significan distribución de egoísmo, chantaje, etc. Rusia tiene su propia historia, que tiene mil años. No tiene sentido copiar las instituciones occidentales en su totalidad. Pueden ser positivos y eficientes en los pequeños países europeos, pero en un país tan grande como Rusia, un sistema parlamentario débil y corrupto significa anarquía y fomenta el separatismo económico y político.»

## Lectura adicional
- William Korey, Russian Antisemitism, Pamyat, and the Demonology of Zionism, Harwood Academic Pub, 2007 (en inglés)
- Walter Laqueur, Black Hundreds: the Rise of the Extreme Right in Russia, Nueva York : HarperCollins, 1993 (en inglés)
- Marlene Laruelle, Le Rouge et le noir. Extrême droite et nationalisme en Russie, París, Éditions du CNRS, 2007 (en francés)